# Bian Jingzhao

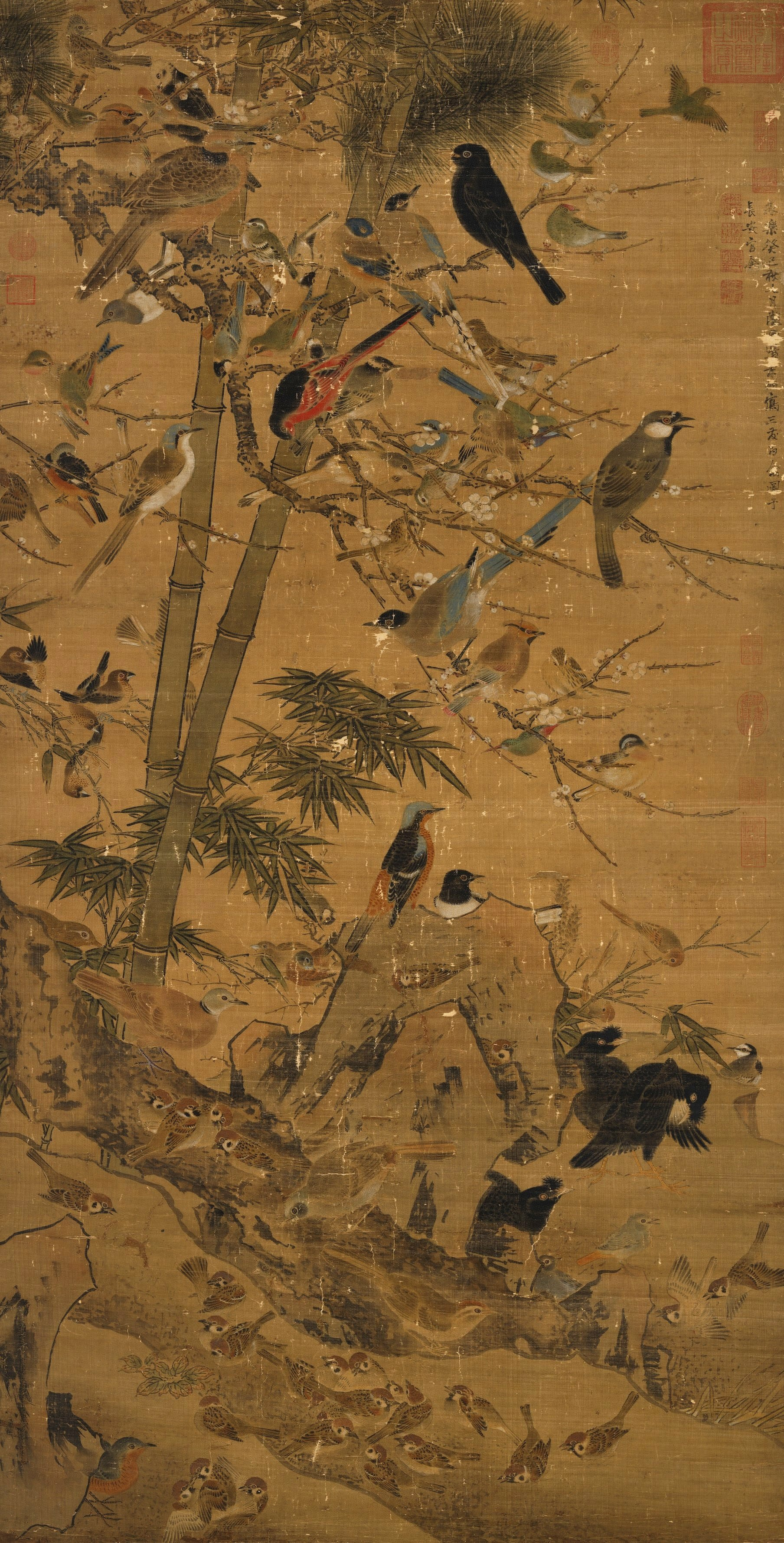
Drei Freunde und hundert Vögel (Nationales Palastmuseum, Taipeh, Taiwan)

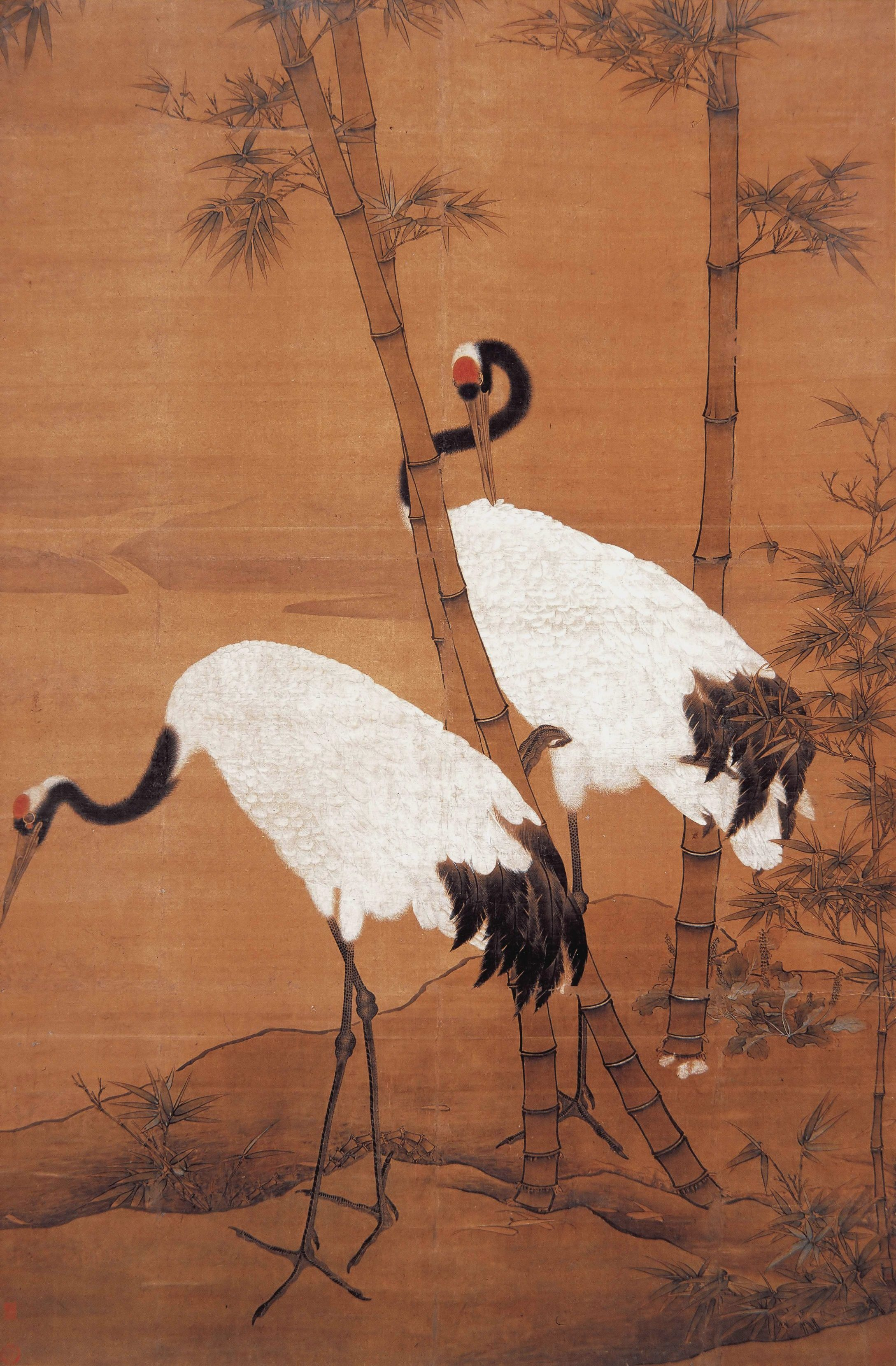
Bambus und Kraniche (Palastmuseum, Peking)

Bian Jingzhao (chinesisch 邊景昭 / 边景昭, Pinyin Biān Jǐngzhāo, W.-G. Pien Ching-chao)，Zì: Wenjin (文進 / 文进,  Wénjìn,  Wen-chin), war ein chinesischer Maler der Yongle- und Xuande-Epochen der Ming-Dynastie. Geburts- und Todesdatum sind unbekannt. Hofmaler wurde er unter Yongle. Er wurde in der Provinz Fujian in Yanping fu 延平府 im Kreis Sha  沙县 (dem heutigen Kreis Sha in der Provinz Fujian) geboren, seine Vorfahren stammen aus Longxi (Gansu). Seine Spezialität war die Blumen- und Vogelmalerei. Seine Blumen- und Vögel-Bilder sind für ihre feine Pinselführung bekannt. Zu seinen repräsentativen Arbeiten zählen die Bilder Drei Freunde und hundert Vögel und Hundertfache Freude. Er genoss gleichen Ruhm wie die Maler Lü Ji 吕纪 und Lin Liang 林良.